# Minalabac
Minalabac es un municipio filipino de segunda clase, perteneciente a la provincia de Camarines Sur, en la región de Bicolandia.

## Toponimia
El lugar puede aparecer referido como «Minalabac» y «Minalabag».

## Historia
Hacia mediados del siglo XIX, el lugar tenía contabilizada una población de 3992 habitantes, repartidos en 534 casas. Aparece descrito en el segundo volumen del Diccionario geográfico, estadístico, histórico de las Islas Filipinas (1851) de Manuel Buzeta Núñez y Felipe Bravo con las siguientes palabras:

MINALABAG: pueblo con cura y gobernadorcillo, en la isla de Luzon, prov. de Camarines-Sur, dióc. de Nueva-Cáceres; sit. en los 126° 52' 30" long., 15° 31' lat., á la orilla de un r., en terreno llano, y clima templado y saludable. Tiene unas 534 casas, la parroquial y la de comunidad donde se halla la cárcel. Hay escuela y una igl. parr. de mediana fabrica, servida por un cura regular. Los caminos que conducen á los pueblos inmediatos no son muy buenos, y recibe por ellos el correo de la cab. de la prov. en dias indeterminados. Confina el term. por N. con el de Camaligan, que dista 1 leg.; por S. E. con el de Bulacan á 2 ½ id., y por O. con San Fernando á ½ leg. El terreno es montuoso y productivo. En sus montes se crian buenas maderas de varias clases; tiene muchas y buenas tierras de labor donde las principales prod. son el abacá y el arroz, cogiéndose tambien cacao, ajonjolí, añil, caña dulce, legumbres, cocos y otras varias frutas. ind.: es notable la de este pueblo por la fabricacion de sus telas de nipis, sinamayes y otras; y las jarcias y cables que se hacen con los filamentos mas bastos del abacá: además se ocupan en la agricultura, en la caza, y algunos en el corte de madera. com.: las referidas telas de nipis y sinamayes se venden en Manila, y el arroz y algunas otras prod. la esportan para otras prov. pobl. 3,992 alm. y 840 trib.
(Buzeta y Bravo, 1851, pp. 327-328)

En 2020, tenía censados 53 981 habitantes.